# Doctor Müller
El doctor J.W. Müller es un personaje ficticio perteneciente a la serie de historietas Las aventuras de Tintín, del dibujante belga Hergé.
Müller es, como Rastapopoulos, uno de los grandes adversarios de Tintín. Aparece por primera vez en La isla negra, donde hace de médico y director de un asilo que en realidad se dedica a liderar una banda internacional de falsificadores de moneda. Después de que Tintín lo descubra y dé al traste con sus planes, se instala en el Khemed, un país ficticio en las costas del Mar Rojo. Allí vuelve a encontrárselo Tintín en Tintín en el país del oro negro. Müller se ha dejado crecer la barba y actúa como agente de la compañía petrolera Skoil, que vende gasolina adulterada. Secuestrará a Abdallah, hijo del emir Mohammed Ben Kalish Ezab, para obligar a éste a actuar en favor de los intereses de Skoil. Sigue en el Khemed cuando Tintín vuelve a verlo brevemente en Stock de coque: el doctor se ha convertido en general del ejército del jeque Bab el Ehr.
- Datos: Q3300645